# Кашина Перего (Комо)
Кашина Перего је насеље у Италији у округу Комо, региону Ломбардија.
Према процени из 2011. у насељу је живело 20 становника. Насеље се налази на надморској висини од 353 м.